# Lübecker Bibelgesellschaft
Die Lübecker Bibelgesellschaft, auch Lübeckische Bibelgesellschaft, wurde am 17. September 1814 in der Evangelisch-lutherischen Kirche im Lübeckischen Staate gegründet. Sie dient noch heute als Bibelgesellschaft im Bereich der Propstei Lübeck im Kirchenkreis Lübeck-Lauenburg der Evangelisch-Lutherischen Kirche in Norddeutschland nicht dem Druck eigener Bibeln, sondern vor allem der Verbreitung andernorts gedruckter Bibeln sowie bibelpädagogischen Aktionen. Sie war von 1980 bis 2012 Mitglied des Vereins „Nordelbische Bibelgesellschaften e. V.“. Sie ist an der Vollversammlung der Deutschen Bibelgesellschaft beteiligt.

## Vorgeschichte

### Die Lübecker Bibel
Die 1494 bei Steffen Arndes in Lübeck gedruckte Lübecker Bibel ist die qualitätvollste deutsche (niederdeutsche) Bibel vor dem Druck der Lutherbibel, und zwar sowohl inhaltlich als auch in Bezug auf die Illustrationen.
Dieses umfangreiche Werk von 500 Seiten ist eine tadellose niederdeutsche Übersetzung des Alten und Neuen Testaments aus dem Lateinischen. Fast unmerklich wird der Bibeltext zusätzlich durch einen ausgezeichneten Kommentar erläutert, der den Text für den Benutzer praxisnah erschließt und ihn mit den oft fremdartig erscheinenden biblischen Texten nicht alleine lässt. Am meisten ist deshalb das Hohe Lied kommentiert, das wegen seiner erotischen Komponente damals selten in die Volkssprache übersetzt wurde.
Eine zweite Besonderheit dieses Buches sind die Illustrationen, die die Bibel zur Bilderbibel machen. Die 92 szenischen Darstellungen sind eng in den zweispaltigen Text eingespannt und nehmen Bezug auf die jeweilige Stelle, in der sie sich befinden. Die Meister dieser Holzschnitte lehnen sich bei vielen Illustrationen unmittelbar an die Kölner Bibel (um 1478) an, die erste gedruckte volkssprachliche Bibel überhaupt.

### August Hermann Francke in Lübeck geboren
Im heutigen Lübecker Logenhaus, St. Annen-Str. 2, wurde im Jahre 1663 August Hermann Francke als Sohn eines Juristen geboren. Diesem evangelischen Theologen und späteren Begründer der Franckeschen Stiftungen in Halle verdankt die erste der Herstellung der Bibel gewidmete Unternehmung, also die erste eigentliche Bibelgesellschaft überhaupt, ihre Entstehung. Zusammen mit Carl Hildebrand von Canstein begründete dieser große Lübecker die heute noch bestehende „Cansteinsche Bibelanstalt“.
In einem „Rückblick auf die Anfänge“ der Lübecker Bibelgesellschaft wurde zum 150. Jubiläum 1964 mitgeteilt:

„Vor einiger Zeit erfuhr die Öffentlichkeit, dass sich im Archiv der Franckeschen Stiftungen zu Halle als wertvollster Teil eine Sammlung von indischen Palmblatt-Handschriften (sog. Oles) aus dem 18. Jahrhundert befindet. Es handelt sich um 246 gut erhaltene Exemplare, die über die ostindische Mission nach Halle gelangten. Man erkennt daraus, dass schon damals die von Francke auf die Missionsfelder in Indien gesandten Missionare Hervorragendes auf dem Gebiet der Bibelarbeit geleistet haben. Ihr Wirken hat damals erheblichen Einfluss auf die indische Sprache und Kultur gehabt. So entstand u. a. die berühmte Bibelübersetzung ins Tamulische und eine Grammatik der Malabar-Dialekte, von der man behauptet, dass sie heute noch als Grundlage der Amtssprache Neu-Delhis anzusehen ist.
Über einhundert Jahre war diese von A. H. Francke und von Canstein gegründete Bibelanstalt die einzige deutsche Bibelgesellschaft. Erst in den Jahren 1812 bis 1816 wurden auf Initiative der Britischen und Ausländischen Bibelgesellschaft, die 1804 mit dem Ziel ‚Die Bibel für die Welt’ in London ins Leben gerufen worden war, neue Bibelgesellschaften in Deutschland errichtet.“

## Geschichte

### 19. Jahrhundert
Die Gründung der Lübecker Bibelgesellschaft im Jahr 1814 fiel in eine bewegte Zeit:

„Die Franzosen residierten auf lübschem Gebiete. Ihre Wache kampierte im Heilig-Geist-Hospital. Die Eingliederung der alten Hansestadt in das Departement der Elbmündungen war vollzogen. Vielleicht ahnten die Bürger, dass auch in Lübeck und nicht nur in Tirol und andernorts die Willkür zum Standrecht ausarten würde.
Die Kontinentalsperre hatte nicht nur Englands kommerzielle, sondern auch die literarischen, geistigen, geistlichen und die diesem Empire eigenen pionierenden Initiativen weitgehend gehemmt und dadurch gestaut. Die industrielle und missionarische geballte Kraft entlud sich nach dem Zusammenbruch der napoleonischen Europakonstruktion in elementarer Wucht und schwemmte – einer Sturmflut gleich – nicht nur in die kolonialen Länder, sondern auch in die europäischen Aufbaugebiete, speziell die des russischen alliierten Zarenreiches und seiner orthodoxen Kirchenlandschaften.“

Das „Buch der Bücher“ erwies sich als „grenzenlos“ im wahrsten Sinne des Wortes, seine Inhalte übersprangen alle Ländergrenzen – und der Pastor der deutschen Luthergemeinde zu London, Robert Pinkerton, ferner John Paterson u. a. m., aus Britannien kommend, hinterließen als begeisterte Pioniere der Bibelverbreitung entlang ihren Reisewegen überall eine Kette von Bibelgesellschaften in Süd-, Mittel- und Norddeutschland, in Nord- und Osteuropa.

„Die expansive schottisch-presbyterianische Initiative traf die Völker des Festlandes und auch ihre regierenden Fürsten und Kabinette, ihre Ratsherren und Bürgerschaften in uneingeschränkter Aufnahmebereitschaft an. Man schrie geradezu nach politischer Stabilität, nach kommerziellem Progress und religiöser Erweckung, den Voraussetzungen für eine glückliche und gesicherte Zukunft.“

Johannes Geibel, Prediger der evangelisch reformierten Gemeinde zu Lübeck (und Vater des Lübecker Dichters Emanuel Geibel), wandte sich am 16. September 1814 mit einem Aufruf „Ein Wort an meine Mitbürger“ an die Lübecker Öffentlichkeit, um der Bibelnot ein Ende zu bereiten. 81 Personen folgten dem Aufruf, Geibel selbst übernahm nur das Sekretariat der Gesellschaft, während das Patriziertum und die Bürger in Führung und Spende aktiv wurden.
Es war selbstverständlich, dass sich die äußere Organisation der Lübecker Bibelgesellschaft nach dem bereits im Sommer 1814 aus London in Lübeck eingetroffenen „Entwurf zur Errichtung von Bibelgesellschaften in Norddeutschland“ richtete. Paterson, Henderson und Pinkerton, die geistigen Urheber, waren so bedeutsame Sachkenner auch der deutschen politischen und geistlichen Verhältnisse, dass die Struktur ihres „Entwurfes“ zur Grundlage der 13 Punkte der Ordnung der Lübecker Bibelgesellschaft wurde.
Geistlichkeit und führende Lübecker Bürgerfamilien übernahmen fortan die Lenkung der Gesellschaft: Bürgermeister Overbeck, Syndicus Curtius, die Prediger Eschenburg und Geibel, Federau, die Schullehrer Papke und Poser sowie die Familien
Lindenberg, Nölting, Niederegger, Pauli, Ganslandt, Gütschow, Stolterfoth und viele andere.
Ab 31. Oktober 1817 wurden jährliche Versammlungen einberufen. Sie nahmen mit einem gottesdienstlichen Präludium einen festen Platz in der Feierfolge der lübschen Sonntage ein. Die Gründungszeit war beendet, als sich die Lübecker Bibelgesellschaft auf das Gebiet „buten der Stadt“ ausdehnte und zum „gegenseitigen Annähern“ Verbindungen zu den Bibelgesellschaften in Basel, Hamburg-Altona, Schleswig-Holstein, Stockholm und St. Petersburg aufnahm.
Am 8. September 1856 traf in Lübeck zum ersten Mal eine „Conferenz deutscher Bibelgesellschaften“ zusammen. Der Anlass war die Revision der Lutherbibel. Pastor Carl Mönckeberg referierte über „Die Vereinigung der Bibelgesellschaften über eine bestimmte gemeinschaftliche Textgestalt von Luthers Bibelübersetzung“. Zugleich beschloss man, sich weiterhin regelmäßig anlässlich der Kirchentage zu treffen.

### 20. Jahrhundert
Am 8. November 1964 feierte die Lübecker Bibelgesellschaft ihr 150. Jubiläum. In der Einladung hieß es:

„Die Lübecker Bibelgesellschaft, im Jahre 1814 gegründet, besteht jetzt 150 Jahre. Sie ist eine der ältesten deutschen, die Bibel verbreitenden Bibelgesellschaften und gehört über den Verband der Evangelischen Bibelgesellschaften in Deutschland dem Weltbund der Bibelgesellschaften an.“

Vorträge wurden gehalten von Pastor Steiner, Wuppertal-Barmen, Vorsitzender der Bergischen Bibelgesellschaft; Pfarrer F. Visser, Amsterdam, Sekretär der Holländischen Bibelgesellschaft; Karl Uhl, Direktor der Britischen und Ausländischen Bibelgesellschaft, Zweigstelle Wien; Müller, Wuppertal-Barmen, Geschäftsführer des Verbandes der Evangelischen Bibelgesellschaften in Deutschland. Die Schirmherrschaft der Jubiläumsveranstaltungen hatte Bischof Heinrich Meyer.
In einem Bericht zum 150-jährigen Jubiläum der Lübecker Bibelgesellschaft heißt es:

„Bis zum 2. Weltkrieg beschränkte sich die Lübecker Bibelgesellschaft auf die Verbreitung der Bibel im eigenen Bereich. In den letzten Jahrzehnten hat aber die Weltbevölkerung viel schneller zugenommen, als die Bibelgesellschaften Bibeln und Bibelteile herstellen konnten. Die Bibelverbreitung in der Welt wurde bisher fast ausschließlich wahrgenommen von den britischen, amerikanischen und holländischen Bibelgesellschaften. Ihrem Beispiel folgend hat sich auch die Lübecker Bibelgesellschaft entschlossen, Beitrag zu leisten für Druck und Verbreitung der Bibel in Indien, Indonesien und Afrika. Damit folgt sie dem Aufruf des Weltbundes der Bibelgesellschaften ‚Gottes Wort für eine neue Zeit’.“

Am 17. September 1989 feierte die Lübecker Bibelgesellschaft ihr 175. Jubiläum. Der bekannte theologische Schriftsteller Heinz Zahrnt sprach aus Anlass des 175. Jubiläums in der Reformierten Kirche über das Thema „Wenn der Buchstabe wieder zum Geist wird – die Bibel als Grundlage einer neuen Erfahrungstheologie“.

### 21. Jahrhundert
Die Verbreitung der Bibel ist immer noch die grundlegende Aufgabe der Lübecker Bibelgesellschaft. In den Jahren 2002 und 2003 wurden alle Lübecker Arztpraxen und Krankenhäuser in den Wartezimmern mit einer Kinderbibel ausgestattet. 
Im Jahr der Bibel 2003 veranstaltete die Lübecker Bibelgesellschaft gemeinsam mit dem damaligen Kirchenkreis Lübeck unter der Schirmherrschaft der Bischöfin Bärbel Wartenberg-Potter am 30./31. August auf dem Lübecker Marktplatz ein großes Bibelfest. Im September stand der Bibel-Shuttle an verschiedenen Plätzen des Stadtgebietes für die Schulen und Konfirmandengruppen zur Verfügung.
Am 17. September 2014 feierte die Lübecker Bibelgesellschaft ihr 200-jähriges Bestehen. Im Jahr 2017 wurde anlässlich des Reformationsjubiläums in vielen Gemeindeveranstaltungen die überarbeitete Lutherbibel vorgestellt. 
Am 10. Dezember 2017 erhielt Ursula Hauser, stellvertretende Vorsitzende der Lübecker Bibelgesellschaft, im Lübecker Dom die Bugenhagenmedaille für ihr vielfältiges Engagement im Bereich der Nordkirche. Die Bugenhagenmedaille ist nach dem norddeutschen Reformator und Bibelübersetzer Johannes Bugenhagen benannt und wird seit 1959 zunächst in der Hamburgischen, dann in der Nordelbischen Kirche und jetzt in der Nordkirche verliehen.
Heute ist die Lübecker Bibelgesellschaft eine der kleinsten (flächenmäßig gesehen), denn sie beschränkt sich auf die Propstei Lübeck im Kirchenkreis Lübeck-Lauenburg der Evangelisch-Lutherischen Kirche in Norddeutschland. Sie wird noch genauso wie in ihren Anfängen ehrenamtlich geführt. Fast alle Lübecker Gemeinden sind Mitglied. Zu Gemeindefesten und besonderen Gottesdiensten in den Lübecker Gemeinden werden Büchertische bereitgestellt, um die Vielzahl der möglichen Bibelausgaben für Erwachsene und Kinder vorzustellen.